# Ківдо-Тюкан
Ківдо-Тюкан (рос. Кивдо-Тюкан) — село у Бурейському районі Амурської області Російської Федерації. Розташоване на території українського історичного та етнічного краю Зелений Клин.
Входить до складу муніципального утворення робітниче селище Бурея. Населення становить 31 особа (2018).

## Історія
З 4 січня 1926 року до 30 липня 1930 року належало до новоутвореного Хінгано-Архаринського району Амурської округи Далекосхідного краю.
З 1935 року в результаті розукрупнення Хінгано-Архарінського району було підпорядковане Бурейському району.
З 11 листопада 2005 року входить до складу муніципального утворення робітниче селище Бурея.

## Населення
| 2002 | 2010 | 2012 | 2013 | 2014 | 2015 | 2016 |
| ---- | ---- | ---- | ---- | ---- | ---- | ---- |
| 74   | ↘47  | ↘44  | ↘41  | →41  | ↘38  | ↘36  |
| 2017 | 2018 |      |      |      |      |      |
| ↘32  | ↘31  |      |      |      |      |      |